# Haus Thüle
Das Haus Thüle ist ein Schloss und eine ehemalige Burganlage am Rande des Ortsteils Thüle der Stadt Salzkotten im Kreis Paderborn in Nordrhein-Westfalen.

## Geschichte
An der Stelle des heutigen Schlosses stand mit hoher Wahrscheinlichkeit der Stammsitz des 1283 erstmals erwähnten Paderborner Ministerialengeschlechts der Herren von Thüle. 1410 wurde die Burg erstmals ausdrücklich erwähnt. 1437 veräußerten Johann und Peter von Thule sie an Bernd von Hoerde zu Boke. Auf Haus Thüle saß danach bis 1578 ein eigener Zweig der von Hörde. 1612 wurde die Herrschaft Boke, zu der auch Thüle gehörte, zum Eigentum des Hochstifts Paderborn erklärt. Als Inhaber des Lehens über Thüle wurden die Familien von Adelebsen und Hörde bestätigt. Zwischen 1662 und 1712 wurde die heutige Schlossanlage errichtet. Diese kam an die Familie von Alten, die dort bis 1841 saßen. Danach kam der Besitz an einen Makler, der das Rittergut 1848 samt 300 Morgen landwirtschaftlicher Fläche parzellenweise an die Bewohner des Ortes Thüle veräußerte. Haus Thüle selbst wurde durch Freiherr Wilderich von Ketteler erworben. Seine Nachkommen verkauften das Schloss 1965 an Georg Freiherr von und zu Brenken.

## Beschreibung

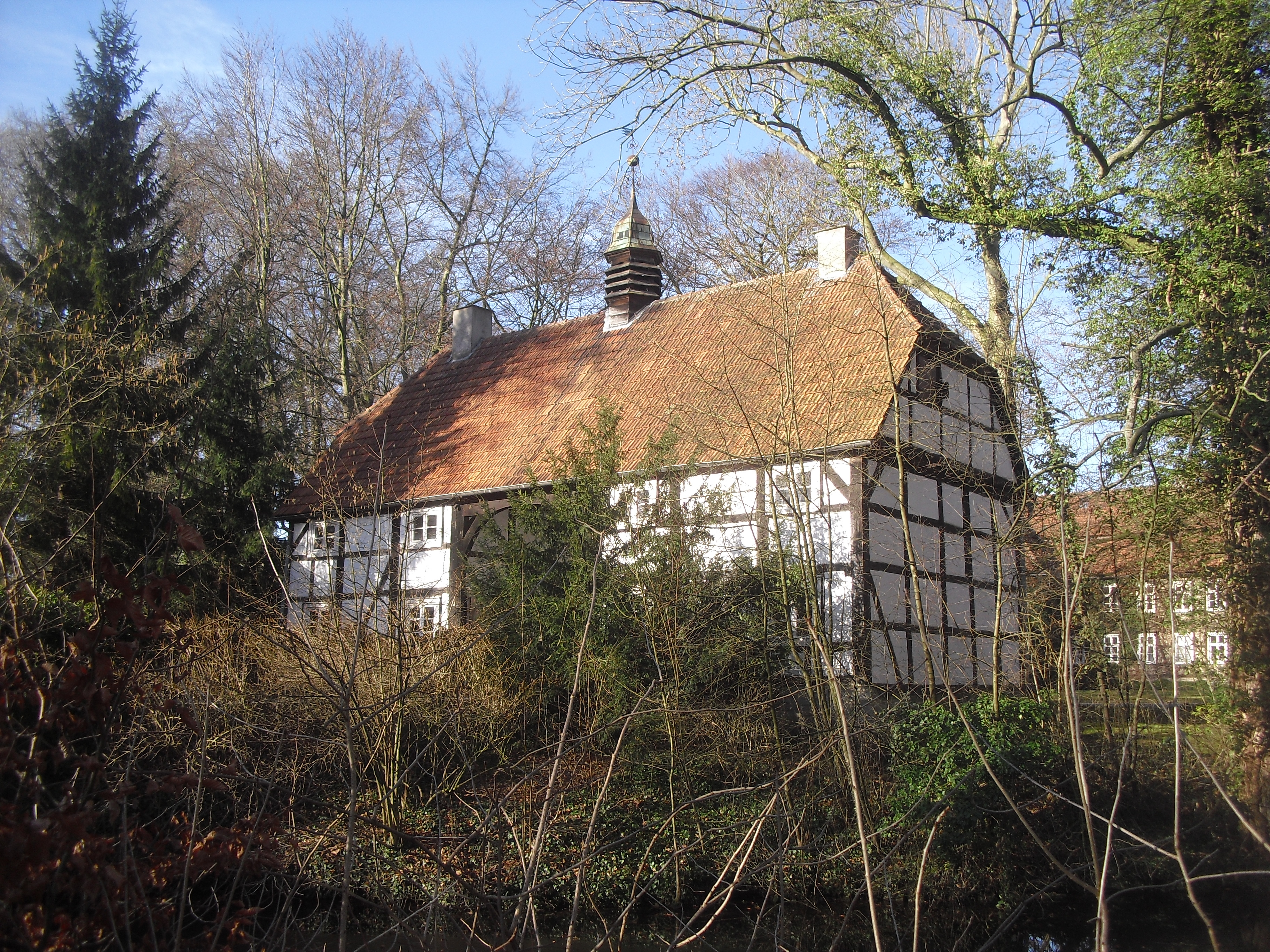
Das Torhaus

Die Gestalt der spätmittelalterlichen Burganlage ist unbekannt. Da bisher keine Spuren von ihr aufgefunden wurden, ist ihre Lage am Standort des heutigen Schlosses nicht gesichert. Der heutige Baubestand des Rittersitzes reicht nicht vor das beginnende 18. Jahrhundert zurück. Die Schlossanlage liegt auf einer von Gräften umgebenen Insel und besteht aus einem Torhaus in Fachwerkbauweise, zwei Scheunen und dem Herrenhaus. Das schlichte Herrenhaus mit Mansarddach ist auf zwei Seiten mit Schieferplatten verkleidet. Der westliche Teil ist durch einen Risalit herausgehoben, hier befindet sich auch ein  neogotischer Kapellenanbau des 19. Jahrhunderts. Der Torbau wird durch einen Dachreiter bekrönt, auf dem eine Wetterfahne mit der Jahreszahl 1712 steht.